# آلامو (تگزاس)
آلامو (به انگلیسی: Alamo) شهری در شهرستان ایدالگو ایالت تگزاس از ایالات جنوبی ایالات متحده آمریکا است. در سرشماری سال ۲۰۰۰، جمعیت این شهر ۱۴،۷۶۰ نفر اعلام شد.